# Thibica
Thibica (łac. Dioecesis Thibicensis) – stolica historycznej diecezji w Cesarstwie rzymskim w prowincji Afryka Prokonsularna, sufragania metropolii Kartagina. Współcześnie w Tunezji. Obecnie katolickie biskupstwo tytularne.

## Biskupi tytularni
| Lp. | Biskup                  | Funkcja                                   | Od              | Do                   |
| --- | ----------------------- | ----------------------------------------- | --------------- | -------------------- |
| 1   | Joseph Kiwánuka         | wikariusz apostolski Masaki (Uganda)      | 325 maja 1939   | 25 marca 1953        |
| 2   | Eugênio de Araújo Sales | biskup pomocniczy Natal (Brazylia)        | 1 czerwca 1954  | 29 października 1968 |
| 3   | Lajos Kada              | nuncjusz apostolski                       | 20 czerwca 1975 | 26 listopada 2001    |
| 4   | José Luis Escobar Alas  | biskup pomocniczy San Vicente (Salwador)  | 19 czerwca 2002 | 4 czerwca 2005       |
| 5   | Ramón Alfredo Dus       | biskup pomocniczy Reconquisty (Argentyna) | 5 sierpnia 2005 | 26 marca 2008        |
| 6   | Luis Ladaria Ferrer     | urzędnik Kuria Rzymskiej                  | 9 lipca 2008    | 28 czerwca 2018      |
| 7   | Philippe Marsset        | biskup pomocniczy Paryża (Francja)        | 18 maja 2019    |                      |